# San Antonio, Tepehuacán de Guerrero
San Antonio är en ort i Mexiko.   Den ligger i kommunen Tepehuacán de Guerrero och delstaten Hidalgo, i den sydöstra delen av landet, 190 km norr om huvudstaden Mexico City. San Antonio ligger 327 meter över havet och antalet invånare är 168.
Terrängen runt San Antonio är bergig söderut, men norrut är den kuperad. San Antonio ligger nere i en dal. Runt San Antonio är det ganska tätbefolkat, med 60 invånare per kvadratkilometer. Närmaste större samhälle är Chapulhuacán, 7,1 km norr om San Antonio. I omgivningarna runt San Antonio växer huvudsakligen savannskog.